# Селевк II Калиник
Селевк II Калиник, („Красив победител“), гр. Σέλευκος Β' Καλλίνικος , е владетел от династията на Селевкидите, син на Антиох II Теос; управлява от 246 пр.н.е. до 225 пр.н.е..
Неговата майка Лаодика I, първата съпруга на Антиох II Теос организира заговор, отравя мъжа си, убива втората му жена Береника Млада и възкачва сина си Селевк II на трона на Селевкидското царство. Но тъй като Береника е сестра на египетския цар Птолемей III, той търси отмъщение и подема голяма военна кампания срещу Селевкидската династия (Трета сирийска война), незабавно след като разбира за убийството на сестра си. В продъжение на няколко години той завладява и опустошава Сирия и дори достига до Месопотамия.
Империята на Селевкидите се намира на ръба на разпада през управлението на Селевк II Калиник, който едва успява да се спаси с бягство в Мала Азия. В този период сатрапите на изток спират да се подчиняват на селевкидския цар, а обявилите независимост владетели на Партия и Бактрия завладяват някои райони. По-късно през царуването си той все пак успява да възвърне Северна Сирия, Вавилония и част от Иран.
Неуспешни са кампаниите му срещу брат му Антиох Хиеракс, узурпатор в Мала Азия, войната с Пергам, както и похода срещу партите на изток, в чиито плен вероятно попада за известно време.
Загива през 225 пр.н.е. след падане от кон. Женен е за братовчедката си Лаодика II от която има двама сина - Селевк III Сотер и Антиох III Велики, които са престолонаследници, и две дъщери - Антиохида II и друга с непознато име.